# 名谷車両基地

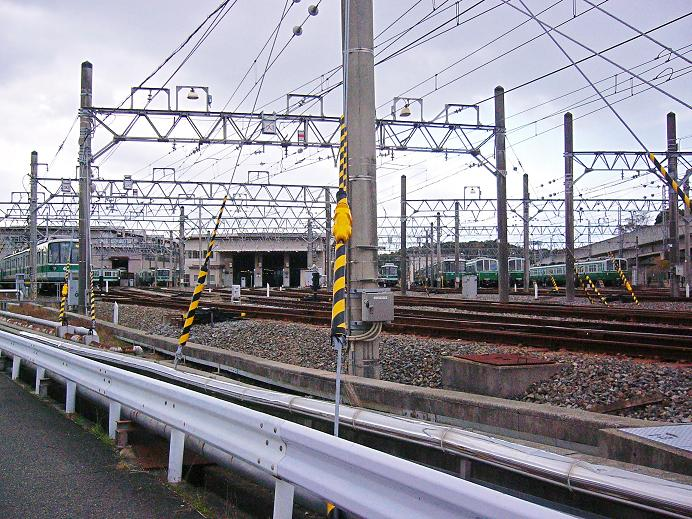
名谷車両基地

名谷車両基地（みょうだにしゃりょうきち）とは、神戸市須磨区にある神戸市営地下鉄西神・山手線の車両基地である。名谷駅の近くにある。

## 概要
名谷以東の需要に応じる車両の収容や全編成の検修を目的として、1975年4月に着工、1976年2月に車庫施設・1978年5月に工場施設を竣工。

## 所属車両
現有車両
- 神戸市交通局6000形電車
- 他に、構内での検修車両の入換用として軌陸式車両移動機（無車籍で機械扱い）が配置されている。

過去の車両
- 神戸市交通局1000形電車
- 神戸市交通局2000形電車
- 神戸市交通局3000形電車

## 周辺施設
- 総合運動公園駅
- 国立病院機構神戸医療センター（旧：国立神戸病院）

## 歴史
- 1975年8月3日 - 業務開始。
- 1976年2月23日 - 第一編成搬入。
- 1976年8月6日 - 名谷～新長田で試運転を開始。
- 1977年3月13日 - 名谷駅～新長田駅間開通。
- 1982年8月30日 - 西神延伸線着工により、敷地内整備。
- 1985年6月18日 - 敷地内整備終了。
- 1995年1月17日 - 阪神・淡路大震災で被災。

## 保存車

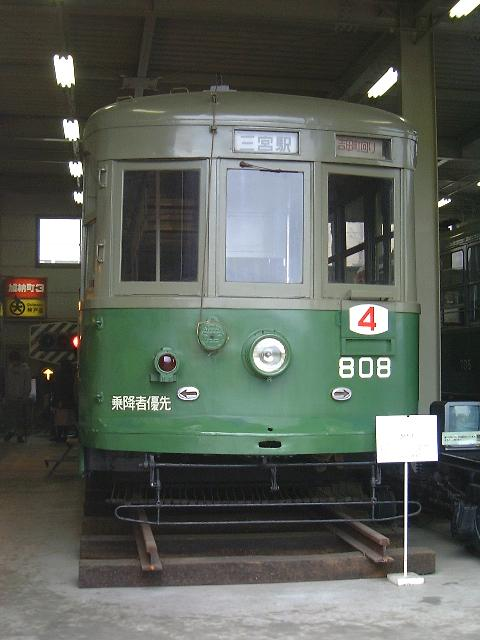
静態保存されている808

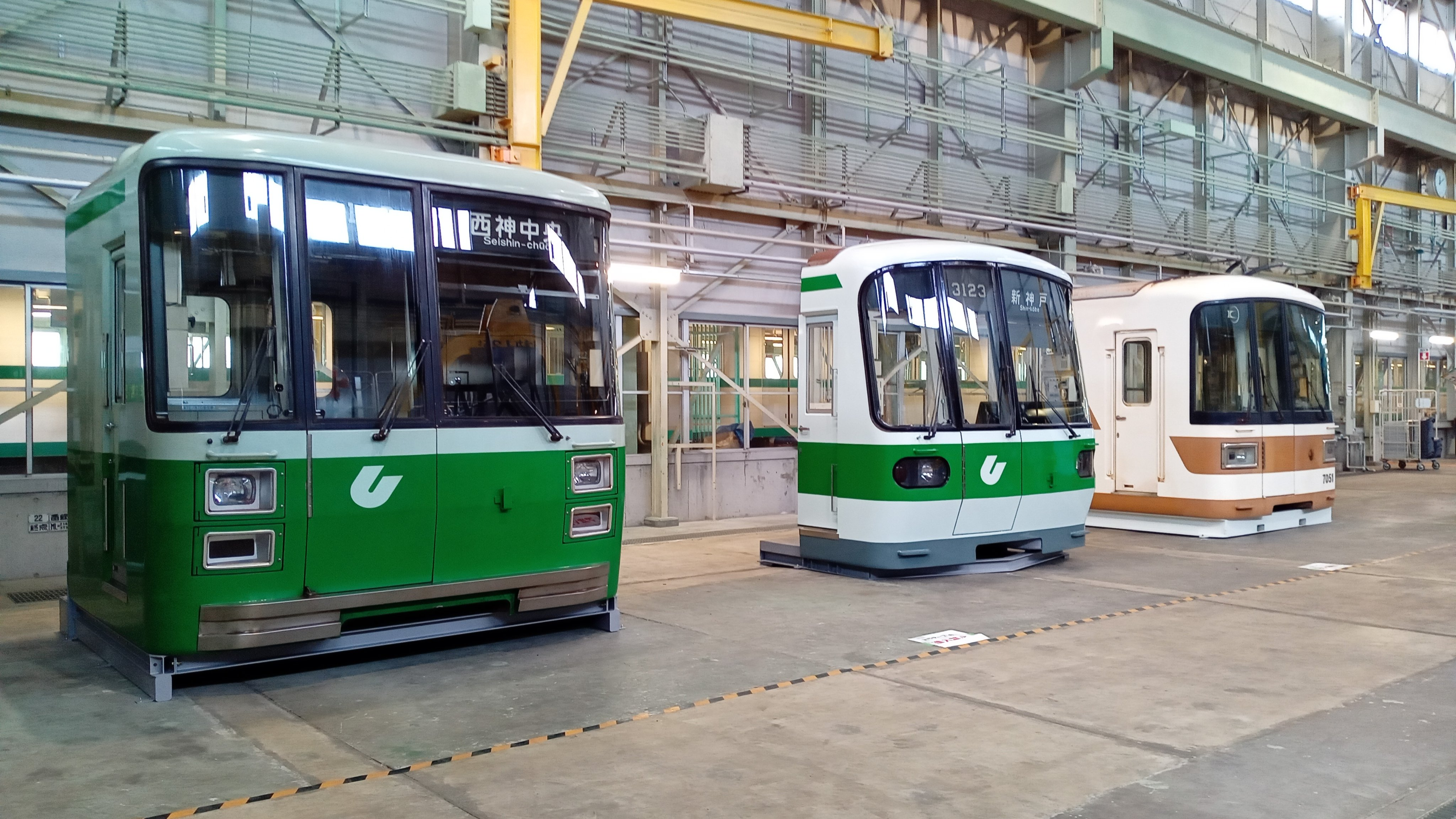
名谷車両基地に保存されているカットモデル

神戸市電および神戸市営地下鉄の車両が静態保存されている。通常は車庫内の非公開の場所に置かれており、観覧できるのは鉄道の日のイベントのみだが、2020年から中止になっていた。2023年にはイベントが開催された。
- 市電700形
- 市電800形
- 地下鉄1000形1101号車
- 地下鉄2000形2119号車（前頭部のみ）
- 地下鉄3000形3123号車（前頭部のみ）
- 北神急行7000系7051号車（前頭部のみ）

なお、毎年秋に鉄道の日のイベントで一般公開されている。
2020年から中止になっていたが、2023年より再開されている。